# 1 500 meter frisim för herrar i simning vid olympiska sommarspelen 2020
Herrarnas 1 500 meter frisim vid olympiska sommarspelen 2020 avgjordes 30 juli–1 augusti 2021 i Tokyo Aquatics Centre.
Det var 27:e gången 1 500 meter frisim fanns med som en gren vid OS. Grenen har varit med i varje upplaga av olympiska sommarspelen sedan 1904.

## Rekord
Före tävlingarna gällde dessa rekord:
| Världsrekord     | Sun Yang (CHN) | 14.31,02 | London, Storbritannien | 4 augusti 2012 | [ 2 ] [ 3 ] |
| Olympiskt rekord | Sun Yang (CHN) | 14.31,02 | London, Storbritannien | 4 augusti 2012 | [ 2 ] [ 3 ] |

## Schema
Alla tiderna är UTC+9.
| Datum                  | Tid   | Omgång      |
| ---------------------- | ----- | ----------- |
| Fredag, 30 juli 2021   | 19:48 | Försöksheat |
| Söndag, 1 augusti 2021 | 10:44 | Final       |

## Resultat

### Försöksheat
Simmarna med de 8 bästa tiderna gick vidare till final.
| Placering | Heat | Bana | Namn                 | Nationalitet   | Tid      | Noteringar |
| --------- | ---- | ---- | -------------------- | -------------- | -------- | ---------- |
| 1         | 4    | 5    | Mychajlo Romantjuk   | Ukraina        | 14.45,99 | Q          |
| 2         | 4    | 3    | Robert Finke         | USA            | 14.47,20 | Q          |
| 3         | 3    | 4    | Florian Wellbrock    | Tyskland       | 14.48,53 | Q          |
| 4         | 4    | 4    | Gregorio Paltrinieri | Italien        | 14.49,17 | Q          |
| 5         | 3    | 3    | Daniel Jervis        | Storbritannien | 14.50,22 | Q          |
| 6         | 3    | 7    | Serhij Frolov        | Ukraina        | 14.51,83 | Q          |
| 7         | 2    | 8    | Felix Auböck         | Österrike      | 14.51,88 | Q          |
| 8         | 2    | 3    | Kirill Martynytjev   | ROC            | 14.52,66 | Q          |
| 9         | 3    | 2    | Domenico Acerenza    | Italien        | 14.53,84 |            |
| 10        | 4    | 7    | Jack McLoughlin      | Australien     | 14.56,98 |            |
| 11        | 4    | 2    | Lukas Märtens        | Tyskland       | 14.59,45 |            |
| 12        | 3    | 8    | Nguyễn Huy Hoàng     | Vietnam        | 15.00,24 |            |
| 13        | 4    | 1    | Guilherme Costa      | Brasilien      | 15.01,18 |            |
| 14        | 3    | 1    | Anton Ipsen          | Danmark        | 15.01,58 |            |
| 15        | 2    | 5    | Gergely Gyurta       | Ungern         | 15.01,85 |            |
| 16        | 2    | 4    | Thomas Neill         | Australien     | 15.04,65 |            |
| 17        | 2    | 6    | Michael Brinegar     | USA            | 15.04,67 |            |
| 18        | 2    | 7    | Victor Johansson     | Sverige        | 15.05,53 |            |
| 19        | 4    | 8    | Aleksandr Jegorov    | ROC            | 15.06,55 |            |
| 20        | 1    | 5    | Daniel Wiffen        | Irland         | 15.07,69 | 0NR0       |
| 21        | 3    | 5    | Henrik Christiansen  | Norge          | 15.11,14 |            |
| 22        | 2    | 2    | Ákos Kalmár          | Ungern         | 15.17,02 |            |
| 23        | 3    | 6    | Jan Micka            | Tjeckien       | 15.17,71 |            |
| 24        | 2    | 1    | Cheng Long           | Kina           | 15.18,71 |            |
| 25        | 1    | 3    | Marcelo Acosta       | El Salvador    | 15.27,37 |            |
| 26        | 4    | 6    | Alexander Nørgaard   | Danmark        | 15.28,70 |            |
| 27        | 1    | 4    | Aflah Prawira        | Indonesien     | 15.29,94 |            |
| 28        | 1    | 2    | Théo Druenne         | Monaco         | 16.17,20 |            |
| 29        | 1    | 6    | Marwan Elkamash      | Egypten        | DNS      |            |

### Final
| Placering | Bana | Namn                 | Nationalitet   | Tid      | Noteringar |
| --------- | ---- | -------------------- | -------------- | -------- | ---------- |
| 1         | 5    | Robert Finke         | USA            | 14.39,65 |            |
| 2         | 4    | Mychajlo Romantjuk   | Ukraina        | 14.40,66 |            |
| 3         | 3    | Florian Wellbrock    | Tyskland       | 14.40,91 |            |
| 4         | 6    | Gregorio Paltrinieri | Italien        | 14.45,01 |            |
| 5         | 2    | Daniel Jervis        | Storbritannien | 14.55,48 |            |
| 6         | 8    | Kirill Martynytjev   | ROC            | 14.55,85 |            |
| 7         | 1    | Felix Auböck         | Österrike      | 15.03,47 |            |
| 8         | 7    | Serhij Frolov        | Ukraina        | 15.04,26 |            |